# Jenny, femme marquée
Pour plus de détails, voir Fiche technique et Distribution.
Jenny, femme marquée (Shockproof) est un film américain réalisé par Douglas Sirk et sorti en 1949. 

## Synopsis
Une femme est en liberté conditionnelle après cinq ans de prison pour un meurtre. Un juge des libertés lui dit ce dont il lui est interdit et il lui trouve un travail et un logement. Mais en allant visiter la chambre à louer, son ancien amant vient la voir, celui pour lequel elle avait commis le meurtre. Le juge des libertés lui rappelle qu'elle ne doit plus le voir, et il s'arrange pour qu'elle ne le revoit plus en s'occupant de ses activités et son temps libre.

## Fiche technique
- Titre français : Jenny, femme marquée
- Titre original : Shockproof
- Réalisation : Douglas Sirk
- Scénario : Helen Deutsch, Samuel Fuller
- Production : Columbia Pictures
- Photographie : Charles Lawton, Jr.
- Musique : George Duning
- Montage : Gene Havlick
- Genre : Film noir[1]
- Pays d'origine :  États-Unis
- Durée : 80 minutes
- Date de sortie : 15 janvier 1949

## Distribution
- Cornel Wilde : Griff Marat
- Patricia Knight : Jenny Marsh
- John Baragrey : Harry Wesson
- Esther Minciotti : Mrs. Marat
- Howard St. John : Sam Brooks
- Russell Collins : Frederick Bauer
- Charles Bates : Tommy Marat
- Gilbert Barnett : Barry
- Frank Ferguson

## Production
Le titre provisoire du film était The Lovers. Les acteurs principaux Cornel Wilde et Patricia Knight étaient mariés à l'époque du tournage, et ont divorcé en 1951.